# Lizelle Reymond
 (décembre 2011).
Si vous disposez d'ouvrages ou d'articles de référence ou si vous connaissez des sites web de qualité traitant du thème abordé ici, merci de compléter l'article en donnant les références utiles à sa vérifiabilité et en les liant à la section « Notes et références ».
Pour les articles homonymes, voir Reymond.
Lizelle Reymond, née le 30 juin 1899 à Saint-Imier dans le canton de Berne et morte le 22 juin 1994 à Genève, est une philosophe et orientaliste qui a contribué à introduire le Taï Chi Chuan en Europe dès les années 1970.

## Biographie
Lizelle Reymond naît dans une famille aisée à Saint-Imier, dans le Jura suisse. Son père a créé à La Chaux-de-Fonds une entreprise prospère. La famille vit à Neuchâtel, et la jeune fille bénéficiera ainsi d'une éducation de qualité, tout en vivant une enfance heureuse. Sa famille est chrétienne mais sans bigoterie, et Lizelle s'ouvre ainsi au monde spirituel. Elle a une petite sœur, Huguette, née en 1914. L'année 1918 marque un tournant: la situation économique difficile entraîne la fermeture de l'entreprise doit fermer, et les Reymond déménagent à Genève. Le père est engagé dans une société américaine. 

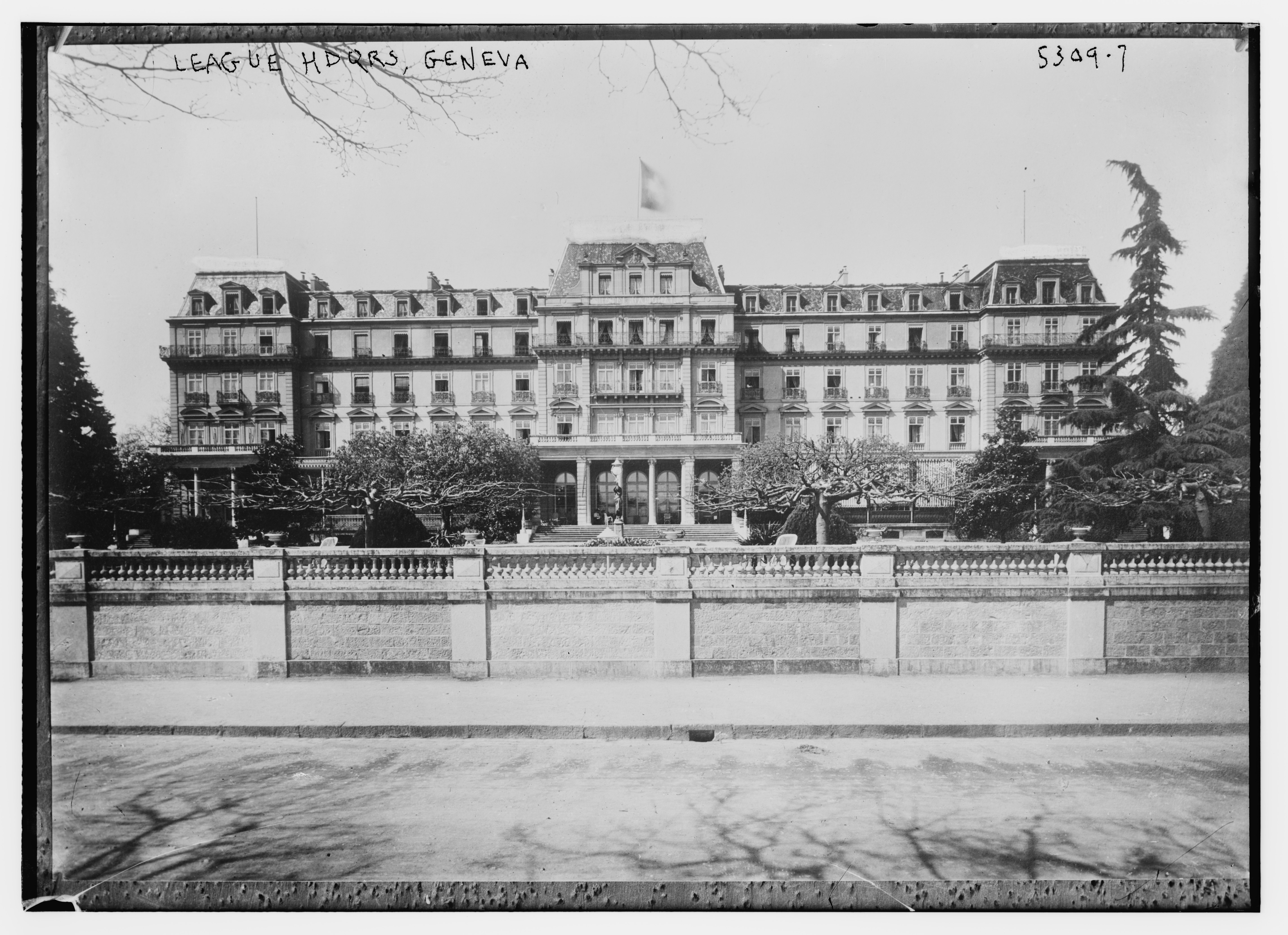
Le Palais Wilson, à Genève, siège de la SDN de 1920 à 1936.

En 1920, après avoir passé quelque temps en Angleterre, elle est au nombre des premières personnes engagées à la Société des Nations (SDN), où elle travaille d'abord à l'établissement de cartes de la Corée, avant d'être nommée bibliothécaire. Elle y reste jusqu'au début de la Seconde Guerre mondiale. Cet emploi lui permettra d'entrer en contact avec plusieurs personnalités de l'institution.

### Aux États-Unis
En 1928-29, elle est aux États-Unis, afin d'une part de donner une série de conférences destinées à faire connaître l'action de la SDN, et s'autre part de parfaire sa formation de bibliothécaire à l'université Columbia à New York. Elle fait la connaissance de la poétesse indienne Sarojini Naidu, proche de Gandhi, mais aussi du physicien et botaniste Jagadish Chandra Bose ou encore de Vijay Lakshmi Pandit, la sœur de Nehru. Ce nouvel environnement et ces rencontres vont éveiller en elle l'intérêt pour l'Inde, un intérêt qu'elle partage avec l'éditeur et traducteur Jean Herbert, également employé à la SDN, qu'elle épouse le 18 décembre 1937 à Paris.

### L'Inde et les traductions
Cette même année, L. Reymond et J. Herbert s'étaient rendu en Inde, un voyage qui permet à Lizelle d'approfondir sa connaissance du pays grâce aux rencontres qu'ils font avec les maîtres spirituels que sont Swami Ramdas, Aurobindo, Ramana Maharshi, Ma Ananda Moyi. À Calcutta, Ils fréquentent aussi la Mission Ramakrishna et rencontrent des gens qui ont vécu aux côtés du grand saint Ramakrishna, comme son épouse, Sarada Devi, et son disciple le plus proche, Vivekananda. En 1938-1939 à Genève, puis entre 1940 et 1945 à Jaubergue (dans le sud de la France), elle et son mari traduisent plusieurs ouvrages d'enseignements de ces différents maîtres de l'hindouisme contemporain, jusque là tous inconnus du public francophone. C'est à cette époque qu'elle rencontre aussi René Daumal, qui lui apportera son aide active dans les traductions du sanscrit,. 
Parallèlement à cela, Lizelle Reymond se voit chargée de rédiger la biographie de sœur Nivedata (aussi rencontrée à Calcutta), une Irlandaise installée en Inde où elle était déjà considérée comme une sainte. L'ouvrage paraît en 1945, sous le titre Nivédata, fille de l'Inde et il aura un retentissement important en Inde (il est traduit en anglais en 1953). 

### L'Inde encore

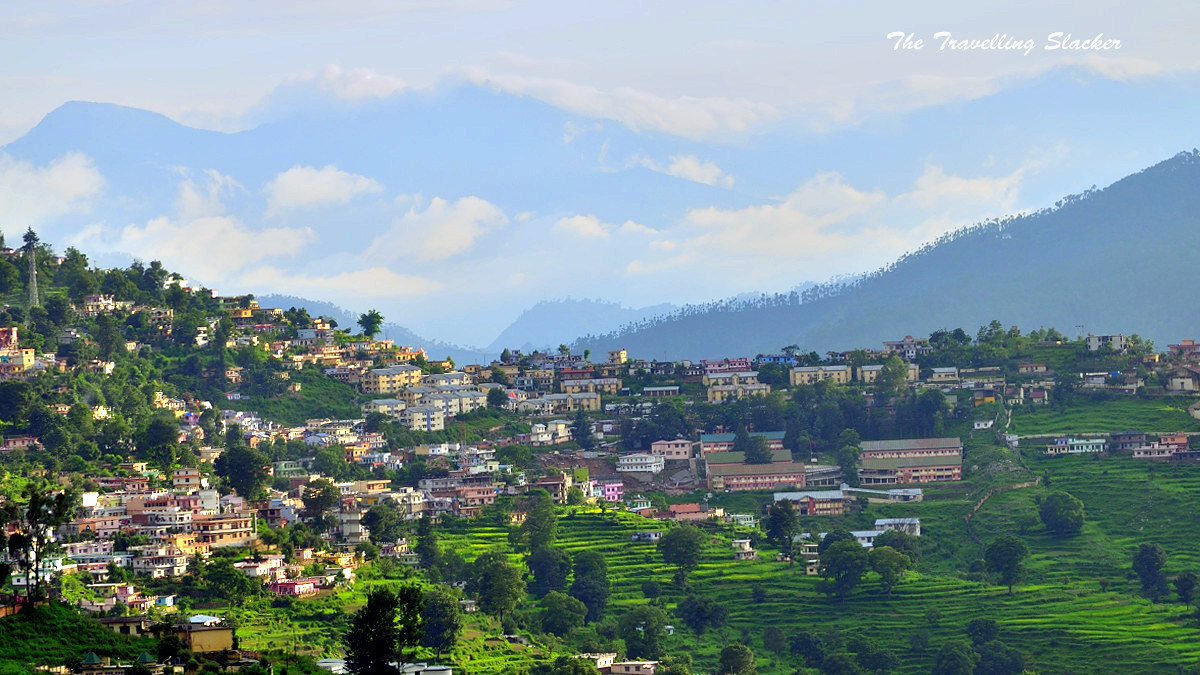
Vue d'Almora (2013), où L. Reymond vécut quatre ans.

Après la guerre, son mariage est de plus en plus flottant, et le couple se sépare en 1947 (le divorce sera prononcé le 12 mai 1954). Cette même année, Lizelle Reymond repart en Inde. En route via le Pacifique, elle fait escale en Chine, et se rend entre autres dans un monastère de moniales bouddhistes à Canton. Ce sera l'occasion de son premier contact avec le tai chi chuan. Arrivée en Inde, elle travaille à Calcutta durant un an et demi dans la Mission Ramakrishna, qui aide alors les réfugiés affluant dans la ville à la suite de la partition du pays,. 

#### La famille de brahmanes
À la fin 1949, à Almora une famille de brahmanes qu'elle a connue au cours d'une retraite de plusieurs mois cette même année, l'invite à vivre chez elle et à partager leur vie quotidienne. Elle initiée au yoga familial, et fera de son initiation un livre, Ma vie chez les Brahmanes (1957). 
Grâce à cette famille, elle rencontre Sri Anirvan (en), philosophe de la tradition sâmkhya, qui devient son guide spirituel. Elle reste quatre ans auprès de lui à l’ashram d’Almora. La Vie dans la vie relate cette expérience.
À son retour à Genève en 1953, Shri Arnivan lui conseille de contacter les héritiers de l’enseignement Gurdjieff, en qui il voit une étroite parenté spirituelle avec le sâmkhya.  En 1956, elle crée à Genève, avec Michel de Salzmann, le premier groupe consacré à cet enseignement.
Au début des années 1960, ayant toujours porté un grand intérêt aux disciplines du corps, elle s'intéresse à la pratique du Tai chi chuan et s'initie auprès de maître Dee Chao (1908-1991) aux États-Unis à partir de 1965. Elle se donne alors pour objectif d'introduire la discipline en Suisse et en France,: malgré son âge, et bien qu'habitant Genève, elle donne des cours hebdomadaires à Paris et organise des stages d’été. De 1975 à 1985, elle fait venir Dee Chao à Cartigny, près de Genève, pour animer ces stages.

## Publications de Lizelle Reymond

### Ouvrages
- Nivedita, fille de l'Inde, Préface de Vishvabandhu, Neuchâtel, Victor Attinger, coll. « Orient  », 1945, 350 p. (traduction en anglais, 1953)
- Le jeu de la liberté. Cinq histoires de bêtes, Lyon, Derain, coll. « Sâvitri », 1947, 182 p.
- Shrî Sâradâ Dévî et Shrî Râmakrishna dans leurs villages, Lyon, P. Derain, coll. « Les trois lotus », 1950, 30 p.
- Shakti ou l'expérience spirituelle, (Introduction par Sri  Anirvan) Lyon, Derain, coll. « Les dieux hindous », 1951, 38 p. (traduction en anglais, 1974)
- Ma vie chez les Brahmanes, Paris, Flammarion, coll. « Homo sapiens », 1957, 216 p. (traduction en allemand, 1958, et en anglais, 1958 et 1972)
- La Vie dans la vie : pratique de la philosophie du sâmkhya d’après l’enseignement de Shrî Anirvan, (avec Shrî Anirvan) Genève, Mont Blanc 1969. Rééd. Albin Michel, 1984, 240 p. (traductions en anglais, 1971, 1983, 2007)
- Le pèlerinage vers la vie et vers la mort (avec Shrî Anirvan) Gollion (CH), Infolio, coll. « Le maître et le disciple », 2009, 224 p.
- La quête de l'être  (Textes choisis et présentés, avant-propos et éléments biographiques par Jean-Pierre Marville & Pascale Blanc), Bastia, Éditions Éoliennes, 2018, 188 p.Avec trois conférences inédites.

### Articles
- « Solitude hindoue », Études carmélitaines, no 25,‎ 1948/1947, p. 216-224
- « Couvent de Fa Ouan Nang Yok à Canton (Chine) », Le lotus bleu. Revue théosophique, vol. 53, no 9,‎ 1948, p. 375-386
- « Chez Swâmi Râmdâs », Le lotus bleu. Revue théosophique, vol. 54, no 6,‎ 1949, p. 284-295
- « Tiruvanamalai », Le lotus bleu. Revue théosophique,‎ février 1949, p. 549-555
- « Mariage de poupées », France-Asie : revue mensuelle de culture et de synthèse franco-asiatique, no 41,‎ août 1949, p. 71-74
- « Réflexions  sur  l’Inde », France-Asie  :  revue  mensuelle  de  culture  et  de  synthèse  franco-asiatique, no 60,‎ mai 1951, p. 1273-1281
- « Le bain dans le Gange », France-Asie : revue mensuelle de culture et de synthèse franco-asiatique, nos 66-67,‎ novembre-décembre 1951, p. 520-524
- « Symbolisme du mariage dans les Himâlayas », France-Asie : revue mensuelle de culture et de synthèse franco-asiatique, no 124,‎ septembre 1956, p. 169-181

On doit en outre à Lizelle Reymond de nombreuses traductions, en collaboration avec Jean Herbert.